# Giuseppe Feyles
Giuseppe Feyles (Torino, 18 febbraio 1956) è un dirigente d'azienda, autore televisivo e regista italiano, direttore di Rete 4 e Iris dal 2007 al 2014 e di TOP Crime dal 2013 al 2014.

## Biografia
Dopo una laurea in Filosofia, intraprende una carriera come professore di liceo, per poi entrare in RAI nel 1984 in qualità di autore televisivo e regista. Negli anni ottanta collabora con la casa cinematografica Cristaldifilm.
Nel 1991 entra in Fininvest, ricoprendo il ruolo di produttore esecutivo di numerose trasmissioni, tra le quali Sgarbi quotidiani, Scene da un matrimonio, i programmi di Alberto Castagna Sarà vero?, Complotto di famiglia, Casa Castagna, Fornelli d'Italia, C'era una volta la fattoria e Gentes.
Dopo diversi anni di attività in azienda, diventa direttore di Rete 4 il 1º gennaio 2007, ruolo che mantiene fino al 2 novembre 2014; durante la sua direzione nascono Quarto grado e Quinta colonna, talk show di successo di prima serata, e vanno in onda serie TV come Downton Abbey. Contestualmente riceve anche l'incarico di direttore del canale digitale Iris, cui si è affiancato a partire dal 2013 anche TOP Crime.
Lasciata la direzione della terza rete Mediaset in mano a Sebastiano Lombardi e dei canali digitali a Marco Costa, gli viene affidata la funzione di "Coordinatore produzioni intrattenimento Roma".

## Opere
- La televisione secondo Aristotele, Editori Riuniti, 2003. ISBN 978-88-35-95304-3
- Il montaggio televisivo, Carocci Editore, 2010. ISBN 978-88-43-05438-1
- La classe scomparsa, Manni Editori, 2015. ISBN 978-88-62-66665-7
- Strani delitti all'hotel dei filosofi, Manni Editori, 2018. ISBN 978-88-6266-896-5